# Stereohypnum tapes
Stereohypnum tapes là một loài Rêu trong họ Hypnaceae. Loài này được (Müll. Hal.) M. Fleisch. mô tả khoa học đầu tiên năm 1908.